# هيرويوكي يوشيدا (لاعب كرة قدم)
هيرويوكي يوشيدا (باليابانية: 吉田裕幸) (و. 1969 – م) هو لاعب كرة قدم، من اليابان، ولد في طوكيو.

## روابط خارجية
- هيرويوكي يوشيدا على موقع رابطة كرة القدم اليابانية للمحترفين (اليابانية)
- هيرويوكي يوشيدا على موقع عالم كرة القدم.نت (الإنجليزية)